# 아부 바크르 알시디크

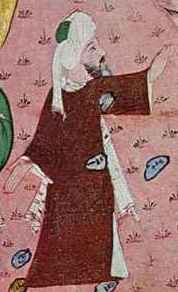

아부 바크르 압달라 빈 아비 쿠하파 알시디크(아랍어: أبو بكر عبد الله بن أبي قحافة الصديق, Abū Bakr ‘Abdallāh bin Abī Quḥāfah aṣ-Ṣiddīq, 573년 10월 27일 ∼ 634년 8월 23일)은 이슬람의 초기 지도자이자, 제1대 정통 칼리파이다.
무함마드의 친구이자 장인으로, 아이샤의 아버지가 이 아부 바크르다. 무함마드가 후계자를 지명하지 않고 죽었으므로, 교단 내부에서는 지도권을 둘러싸고 각 파가 대립하게 되었다. 그러나 이들은 분열을 피하여 '무하지룬'의 장로 아부 바크르에게 여론에 따라 '복종'을 맹세하였다. 내란이 없었던 건 아니지만 그는 이를 수습하고 동로마 제국과 사산조 페르시아 제국에 대항해 군사를 일으켜 634년 첫 승리를 거둔 뒤 시리아와 이라크의 정복 사업에 군대를 보내어 동요하는 종족들을 메디나 정부를 중심으로 결속시켰다.

## 인물
아라비아 반도 서부의 도시 메카에 살던 아랍인 쿠라이쉬 부족에 속한 타심 가문 출신으로, 자신보다 세 살 많은 무함마드와는 친척이기도 했다. 아부 바크르라는 쿤야로 잘 알려져 있으나 원래 그의 이름(이숨)은 압둘 카바(عبد الكعبة ‘Abd al-Ka‘ba, 카바의 노예)로 무슬림으로 개종하면서 무함마드에 의해 무함마드의 아버지 이름과 같은 압둘라(عبد الله ‘Abd Allāh, 알라의 종)로 바뀌었다고 전한다. 「아름다운 용모를 가진 자」라는 「아튀크」( العتيق al-‘Atīq)라는 별명이 있었으며(후세에는 동음이의어로써 「(지옥의 불길에서) 풀려난 자」로 해석되었다) 또한 이른 시기부터 무슬림으로써 신앙심이 깊었고 어떤 역경 앞에서도 이슬람 신앙을 저버리지 않았으며, 무함마드가 미라쥬(승천)의 기적을 말했을 때도 이를 진실로써 믿었으므로 「(바른 것을 의심하지 않는) 진실을 말하는 자」라는 뜻의 알 수디크(الصدّيق al-Ṣiddīq)라는 존칭(라캅)으로 불렸다고 한다.

## 정통 칼리파로써
성사(라술 알라) 무함마드의 벗으로 무함마드의 근친을 제외한 가장 최초의 이슬람 입신자였다고 한다. 그는 이슬람의 세력 확대에 공헌하였으며, 딸 아이샤를 무함마드에게 시집 보냈기에 무함마드의 장인이기도 했다(당시 아이샤는 아홉 살, 무함마드는 쉰여섯 살).
서기 632년, 무함마드가 사망하자 선거(무슬림의 합의)를 통해 초대 정통 칼리파로 선출되었다. 이때 가장 힘 있는 벗이자 동료였던 우마르 분 알 하타브와 알 자라프 두 사람이 모두 성사 무함마드의 후계 대리(칼리파)로써 강력추천하면서 무슬림의 지지를 호소했다고 한다.
아부 바크르는 무함마드의 사후 이슬람 공동체(움마)의 합의를 통해 무슬림들 가운데 성사(라술 알라) 무함마드의 대리인(할리파)으로써 그들을 통솔하는 지도자(이맘) 즉 「칼리파」(할리파 알 라술라프)로써 선출되었다. 이와 같은 방식으로 선출된 칼리파는 아부 바크르를 시작으로 그 뒤로 우마르、우스만、알리까지 네 사람이었다. 알리 이후 이슬람 공동체(움마) 내부의 대립으로 시리아 총독 무아위야가 공동체 전체의 합의도 거치지 않고 실력 행사로써 칼리파의 지위를 차지했고, 이슬람 공동체(움마) 최초의 세습 왕조인 우마이야 왕조를 열었다. 때문에 아부 바크르에서 알리까지의 네 사람의 칼리파를 가리켜 순니파에서는 전통적으로 '바르게 인도한 대리인들'이라는 뜻의 「알 쿨라파 라시둔」( الخلفاء الراشدون al-Khulafā' al-Rāshidūn) 즉 정통 칼리파라고 불렀다(후술하듯 시아파에서는 대부분의 경우 무함마드의 사위였던 알리 이외에 성사 무함마드로부터 이슬람 공동체인 움마를 이끌 이맘의 권한과 무함마드의 자리를 대리할 칼리파의 권한 계승을 모두 부정한다).

## 정통 칼리파로써의 아부 바크르의 행적
칼리파가 된 아부 바크르는 「성사 무함마드는 죽었고, 다시 살아나지 않는다」, 「무함마드는 신이 아닌 인간의 아들이며 숭배의 대상이 아니다」라 강조했다.
그러나 무함마드 생전에 그에게 충성했던 아랍 부족 가운데는 그들의 충성이란 무함마드와의 사이에 맺어진 개인적인 계약으로 보며 아부 바크르에게 충성하는 것을 거부하는 세력도 있었다. 아부 바크르는 할리드 이븐 알왈리드 등의 활약으로 이러한 세력들을 굴복시키고 이슬람 공동체(움마)의 분열을 막았다(릿다 전쟁). 또한 이슬람 세력의 확대를 위해 사산 왕조 페르시아나 동로마 제국과 교전을 벌였는데, 그는 이러한 전쟁을 통해 무슬림 공동체(이맘) 내부의 결속을 강화하려 했던 것으로 추정되고 있다.
아부 바크르는 칼리파로 재위한지 2년만에 병으로 사망하였다. 때문에 그의 일련의 정복활동은 2대 칼리파 우마르 이븐 알카타브가 이어받게 된다.

## 순니파와 시아파의 평가
순니파에서 아부 바크르는 이상적인 칼리파의 한 사람으로써 칭송되고 있지만, 시아파에서는 본래 성사 무함마드의 후계자가 되었어야 할 알리의 지위를 찬탈한 자로 간주해 비판의 대상이 되고 있다.
| 전임 (없음) | 칼리파 632년 ~ 634년 | 후임 우마르 이븐 알카타브 |

## 참고 자료
- 이 문서에는 다음커뮤니케이션(현 카카오)에서 GFDL 또는 CC-SA 라이선스로 배포한 글로벌 세계대백과사전의 내용을 기초로 작성된 글이 포함되어 있습니다.